# Rural Municipality of Kellross No. 247
Kellross No. 247 ist eine Landgemeinde (Rural Municipality) im Südosten der kanadischen Provinz Saskatchewan. Sie hat ihren Verwaltungssitz im Dorf (englisch „Village“) Leross, welches als eigenständige Enklave innerhalb des Gemeindegebietes liegt. Die Gemeinde gehört statistisch zur Saskatchewan Census Division No. 10 und ist Teil der SARM Division No. 4.
Kellross No. 247 liegt am Rand des Aspen Parkland. Zwei Highways, der Highway 15 in Ost-West-Richtung und der Highway 35 in Nord-Süd-Richtung, durchqueren das Gemeindegebiet.

## Geschichte
Die Gemeinde wurde am 13. Dezember 1909 eingerichtet (englisch „incorporated“).
In Folge der Numbered Treaties, hier dem Vertrag 4, wurden auf dem Gebiet der heutigen Gemeinde mehrere Reservate für die „Muskowekwan First Nation“, einer Gruppe der Cree, eingerichtet. Als weitere Folge der Zwangsassimiation entstand hier, nordwestlich von Lestock, später auch eine der Residential School für Angehörige der First Nations. 1889 wurde hier die erste von der katholischen Kirche betriebene Schule eröffnet, aus der dann 1932 die Muscowequan Indian Residential School wurde. Das heute noch erhaltene dreigeschossige Backsteingebäude ersetzte dabei ältere Gebäude. Der Betrieb der Residential School wurde 1981 an die First Nation übergeben und die Schule 1997 als eine der letzten in Kanada endgültig geschlossen. Das ehemalige Schulgebäude wurde am 28. April 2021 zu einer „nationalen historischen Stätte“ erklärt. Allgemein kam es in diesen Schulen, die in der Regel von kirchlichen Organisationen betrieben wurden, zu Tausenden von Übergriffen auf die Schüler, zu hohen Sterblichkeitsraten, für die sich die kanadische Bundesregierung im Jahr 2008 entschuldigte.

## Demographie
Der Zensus im Jahr 2021 ergab für die Gemeinde eine Bevölkerung von 396 Einwohnern, nachdem der Zensus im Jahr 2016 für die Gemeinde eine Bevölkerung von 395 Einwohnern ergeben hatte. Die Bevölkerung hat damit im Vergleich zum letzten Zensus im Jahr 2016 deutlich unter dem Trend in der Provinz um 0,3 % zugenommen, während der Provinzdurchschnitt bei einer Bevölkerungszunahme von 3,1 % lag.
Im Rahmen des „Census 2021“ wurde für die Gemeinde ein Medianalter von 55,2 Jahren ermittelt. Das Medianalter der Provinz lag 2021 bei nur 38,8 Jahren. Das örtliche Durchschnittsalter lag bei 49,1 Jahren, bzw. bei 39,8 Jahren in der Provinz.

## Gemeinden

### Eigenständige Gemeinden
Innerhalb des Gemeindegebietes gibt es die folgenden eigenständige Gemeinden:
Village
- Kelliher
- Leross

### Nicht eigenständige Gemeinden
Innerhalb des Gemeindegebietes gibt es nicht eigenständige Gemeinden:
Special service area
- Lestock

Außerdem liegen in der Gemeinde weiter unselbständige Siedlungen, sogenannte „unincorporated communities“.

### Indianerreservationen
Vom Gemeindegebiet werden mehrere Reservate der „Muskowekwan First Nation“ umschlossen. Diese unterliegen jedoch nicht der Verwaltung durch die Landgemeinde.